# Smart (marcă auto)
Smart este un producător german de autoturisme de clasă mică și aparține Daimler AG. Smart se fabrică în Hambach, Franța și Böblingen, Germania.

## Piețe
În 2004, marca a fost lansată în Canada, Malaezia, Malta, Norvegia și România.

## Modele

### Anterioare
| Anul lansării                          | Model                                                                                            | Imagine |
| 1998–2000                              | Smart City-Coupé (C450) & City-Cabrio* (*din 2000) (A450)                                        |         |
| 2002                                   | Smart Crossblade                                                                                 |         |
| 2001–2007                              | Smart City-Coupé (C450) & City-Cabrio (redenumit Fortwo în 2004) (A450)                          |         |
| 2001–2004                              | Smart K (doar în Japonia)                                                                        |         |
| 2003–2005                              | Smart Roadster Coupé (R452) Smart Roadster Cabrio (C452)                                         |         |
| 2004–2006                              | Smart Forfour (W454)                                                                             |         |
| 2007–2015                              | Smart Fortwo (C451) Smart Fortwo Cabrio (A451)                                                   |         |
| 2008–2016 (2008–2011 în număr limitat) | Smart Fortwo Electric Drive (numit anterior EV) (C453) Smart Fortwo Cabrio Electric Drive (A453) |         |
| 2014–2019                              | Smart Forfour (W453)                                                                             |         |
| 2017–2022                              | Smart EQ Forfour                                                                                 |         |

### Curente
| Anul lansării | Model                                          | Imagine |
| 2014–prezent  | Smart Fortwo (C453) Smart Fortwo Cabrio (A453) |         |
| 2017–prezent  | Smart EQ Fortwo Smart EQ Fortwo Cabrio         |         |
| 2022–prezent  | Smart 1                                        |         |
| 2023–prezent  | Smart 3                                        |         |

### Concepte
- Tridion 4 (2001)
- Crosstown (2005)
- Formore (2005)
- Forspeed (2011)
- Forvision (2011)
- Forstars (2012)[7]
- Concept #1 (2021)[8]